# Sagittalata hilaris
Sagittalata hilaris is een insect uit de familie van de Mantispidae, die tot de orde netvleugeligen (Neuroptera) behoort. 
Sagittalata hilaris is voor het eerst wetenschappelijk beschreven door Navás in 1925.